# Louisa Beresford
Louisa Beresford, född 14 april 1818, död 12 maj 1891, var en brittisk konstnär (målare). Hennes konstnärskap associeras med prerafaeliternas stilart.
Beresford finns bland annat representerad vid National Portrait Gallery.